# 杭基礎
杭基礎（くいきそ）とは、主に軟弱な地盤における構造物の建設において、浅い基礎では構造物を支えることができない地盤の場合に、深く杭を打ち込み、構造物を支える基礎。
支持方式によって、支持杭と摩擦杭に分けられる。支持杭では先端を支持層に到達させ、主として杭の先端に上向きに働く先端支持力によって荷重を支える。一方摩擦杭では先端を支持層まで到達させず、主として杭の側面と地盤との間に働く周面摩擦力によって荷重を支える。摩擦杭は、支持層がかなり深い場合に採用されることが多い。

## 杭の種類
杭基礎に用いられる杭はその材料により、木杭、コンクリート杭、鋼杭などに分類できる。

### 木杭

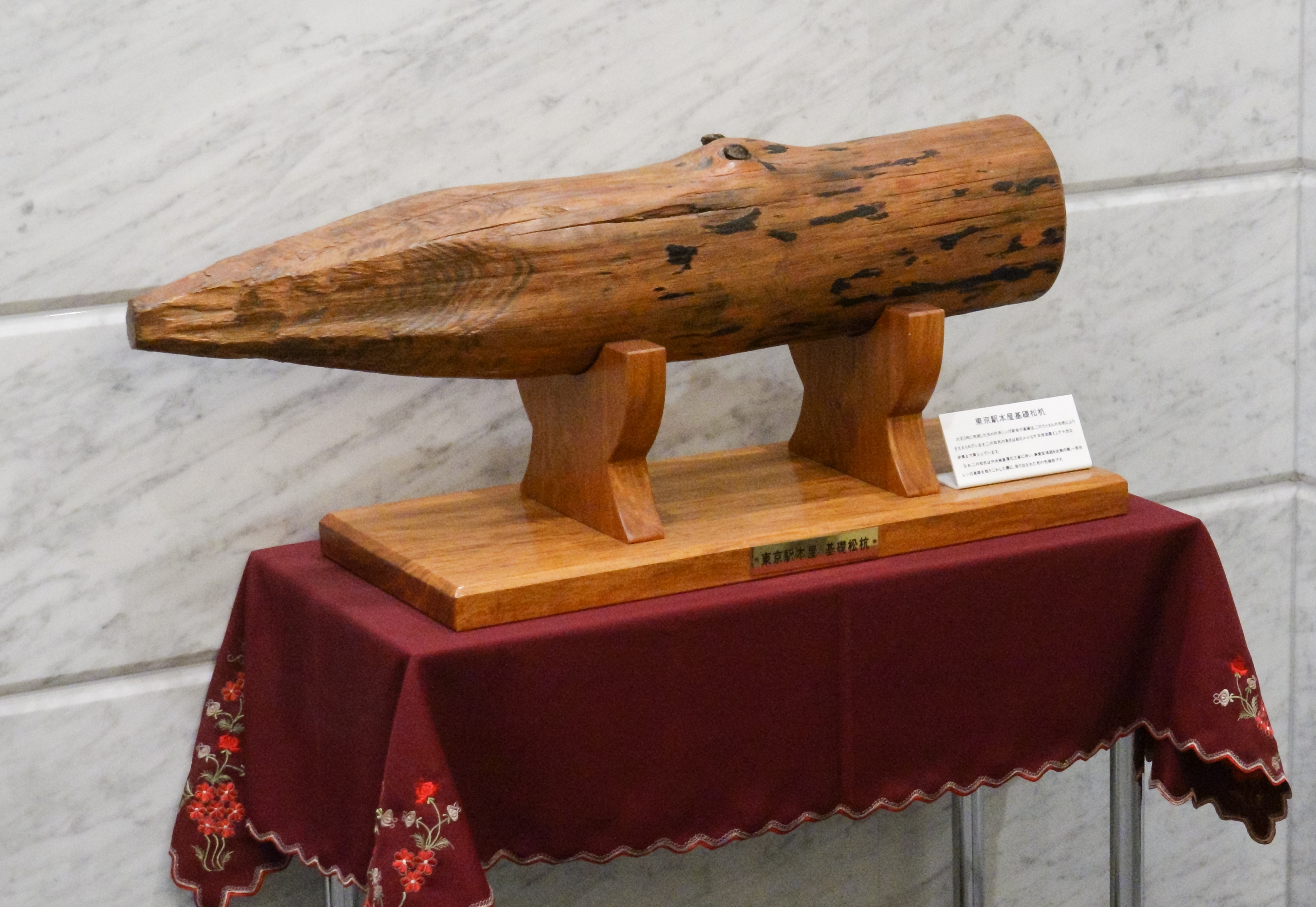
東京駅で使用されていた松杭

木杭とは木製の杭のことである。ここでは主題にそって建築の基礎としての木杭について扱う。
歴史的には古く、紀元前5000年とされる杭上住居が確認されており、世界遺産として登録されているものもある（例.アルプス山脈周辺の先史時代の杭上住居群）。また、ヴェネツィアも木杭を使用した歴史ある街として有名である。
一般に木材は金属や石材に比べて腐食に弱いイメージがあるが、地下水の水面より下層に埋まっている遺跡から、古代の木製品が比較的良い状態で発掘される例は珍しくない。これは、木材腐朽菌は好気性であり、生存や活動に酸素を必要とするためである。基礎としての木杭も、適切に使用することにより下記の例に示すように十分な耐久性を発揮する。
- お台場の松杭[6][7][8]
  - 江戸時代末期に建造された品川台場[9]だが、現在でもその基礎が現役である（2基現存。史跡）。
- 丸ビルの松杭[10][11]
  - 「理想的な温湿度が確保されたために、驚くほどの鮮度で回収された」とされる[12]。
- 吉野川水系の飯尾川第一樋門の松杭
  - 80年を経ても劣化がほとんど見られなかったとされる[13]。
- 日比谷公会堂
  - 長さ約18メートルの松材杭2,200本を使用

木杭を使用する場合には、地下水面以下の位置に打ち込み、杭が地下水の中に水没している常時湿潤状態を維持することが肝要である。常時湿潤状態が期待できない場合には、クレオソートの含浸など、防腐処理をすることが望ましい。なお、上記であげたのは松杭のみであるが、必ずしも松杭が唯一の選択肢というわけではない。腐りにくさという点で言えば、松以外の材のほうが優れている場合もあるが、木杭は地盤中に打撃によって貫入設置されるものであり、松は他の針葉樹と比較して密度が大きく硬いという施工上の利点があることから、多用されたものと考えられる。

### コンクリート杭
コンクリート杭（こんくりーとぐい）は、1.工場などで作られた杭などを回転圧入やハンマーで打ち込む[既製コンクリート杭]と、2.予め掘削したボーリング孔にコンクリートを流し込む[場所打ちコンクリート杭（現場造成杭、現場打ち杭ともいう）]に分類され、さらに、その中に鉄筋を持つかによって、[無筋コンクリート杭と鉄筋コンクリート杭]に細分化される。
既製コンクリート杭は、工場からの輸送が必要になるため、輸送手段により一本の長さには制限がかかる。そのため、現場において何本かを接続して一本にする場合は、継手という部材を使用して接続する。これには溶接継手と無溶接継手があり、無溶接継手は溶接機材が不要、火気厳禁の場所においても使用できる、施工時の天候や職工の技能に左右されないといった利点がある。
住宅や集合住宅等の小規模建築物用に開発されたH型PCパイル圧入工法等があり、建築技術性能証明を取得して、住宅や集合住宅等の小規模建築物の軟弱地盤補強工法として使われている。特に腐植土層や伏流水のある土壌では、固化不良のおそれがないため、よく使用されている。また、打設速度が早いため（パイルの総長さ：250 m - 350 m/日）に、集合住宅（アパート）や店舗の地盤補強工事に多用されている。[H型PCパイル] --【動画：H型PCパイル圧入工法】 ）。
実際の工法の説明は後述の「工法」節を参照。

### 鋼杭
鋼杭（こうぐい）は、鋼管杭、H形鋼杭に分類される。

## 工法

場所打ち杭工法

### 場所打ち杭による工法
場所打ち杭とは、現場で組んだ円筒状の鉄筋を掘削した地盤の中に落とし込み、後からコンクリートを穴の中に流し込み、固めて杭を形成するものである。地面を掘削する際の方法により工法が異なり、施工可能な杭長に関係する。
- アースドリル工法
- オールケーシング工法
- リバース工法
- BH工法
- 深礎

### 既製杭による工法
既製杭の場合、工法と杭の種類（コンクリート杭・鋼管杭等）により、施工可能長さが異なる。主に三点式杭打ち機にアースオーガーをセットして施工する。
- 圧入工法
- 打撃工法
- プレボーリング工法
- 中堀工法
- 回転工法